# Lepidochitona fernaldi
Lepidochitona fernaldi är en blötdjursart som beskrevs av Eernisse 1986. Lepidochitona fernaldi ingår i släktet Lepidochitona och familjen Ischnochitonidae. Inga underarter finns listade i Catalogue of Life.